# Manoel Vieira
Manoel Vieira (Rio de Janeiro, 5 de outubro de 1905 - Rio de Janeiro, 1979) foi um ator e comediante brasileiro.
Ele começou sua carreira artística no Teatro de Revista, como comediante, ao lado de Oscarito e Pedro Dias no Teatro Recreio. Seu personagem característico era o do "português", fazendo o sotaque com perfeição. Ficou conhecido também por participar de  comédias populares ao lado de Mazzaroppi.
Estreou no cinema em 1935 com o filme Noites Cariocas. Ao longo de sua extensa carreira como ator cinematográfico, se destacou nos filmes O Ébrio (1946), O Lamparina (1963) e Independência ou Morte (1972). 

## Filmografia
| Ano  | Título                   | Personagem                    | Nota                         |
| ---- | ------------------------ | ----------------------------- | ---------------------------- |
| 1935 | Noites Cariocas          | Apache                        |                              |
| 1945 | O Cortiço                | João Romão                    |                              |
| 1946 | O Ébrio                  | Bêbado amigo de José          |                              |
| 1947 | Esta é fina              | —                             |                              |
| 1948 | Fogo na Canjica          | —                             |                              |
| 1948 | Mãe                      | Acácio                        |                              |
| 1948 | O Cavalo 13              | —                             |                              |
| 1949 | A Escrava Isaura         | Miguel                        |                              |
| 1949 | Inocência                | Pereira                       |                              |
| 1949 | Pra lá de boa            | —                             |                              |
| 1950 | Não é Nada Disso         | —                             |                              |
| 1951 | Anjo do Lodo             | Couto                         |                              |
| 1953 | É pra Casar?             | —                             |                              |
| 1953 | Está com tudo!           | —                             |                              |
| 1954 | Angu de Caroço           | —                             |                              |
| 1957 | O Noivo da Girafa        | Seu Gonçalves, Dono da pensão |                              |
| 1957 | Um Pirata do Outro Mundo | Carvalhais                    |                              |
| 1957 | Samba na Vila            | —                             |                              |
| 1957 | Tudo é música            | —                             |                              |
| 1958 | Com a Mão na Massa       | Lopes                         |                              |
| 1959 | Cala a Boca, Etelvina    | Macário                       |                              |
| 1964 | O Lamparina              | Seu Manoel, Dono do armazém   |                              |
| 1965 | Crônica da Cidade Amada  | —                             | Segmento: "Aventura Carioca" |
| 1970 | Se Meu Dólar Falasse...  | Zacarias                      |                              |
| 1970 | Os Caras de Pau          | —                             |                              |
| 1971 | Assalto à brasileira     | Vigia                         |                              |
| 1972 | Independência ou Morte   | Português                     |                              |
| 1978 | O Escolhido de Iemanjá   | Dono do bar                   | Não creditado                |

## Teatro[4]
- 1934 - A Madrinha dos Cadetes
- 1935 - Carioca
- 1935 - Goal
- 1935 - Rio-Follies
- 1936 - Trampolim do Diabo
- 1937 - Rumo ao Catete
- 1938 - O Cantor da Cidade
- 1938 - Romance dos Bairros
- 1939 - Camisa Amarella
- 1940 - A Ciganinha
- 1940 -  A Menina Sabida
- 1940 - Minas de Prata
- 1940 - O Gaiato de Lisboa
- 1940 - O Seu Oscar
- 1940 - Rainha do Baile
- 1941 - A Cuíca Está Roncando
- 1941 - Assim... Até Eu
- 1941 - No Lesco-Lesco
- 1941 - Os Quindins de Iaiá
- 1941/1942 - Você Já Foi à Bahia?
- 1943 - Passo de Ganso
- 1943 - Rei Momo na Guerra
- 1944 - A Canção da Margarida
- 1944 - Maldito Fado!
- 1944 - Passarinho da Ribeira
- 1944 - Toca pro Pau
- 1945 - Bonde da Light
- 1950 - Olhos de Veludo
- 1951 - Eu Quero Sassaricá
- 1951 - Folias de 1951
- 1951 - Muié Macho, Sim Sinhô!
- 1952 - Folias 53 ‘Musical’
- 1952 - Grito do Carnaval ‘Musical’
- 1952 - Na Terra do Samba
- 1952 - Sossega, Ademar!
- 1954 - Eu Quero É Me Badalar
- 1961 - O Diabo que a Carregue Lá pra Casa
- 1962 - A Olho Nu
- 1962 - Boa Noite, Betina!
- 1962 - O Negócio É de Cúpula
- 1963 - Folias de Abril: Roquette Pinto em Revista
- 1969 - Rio, Sol e Alegria
- 1976 - O exorsexy